# Tramelan
Tramelan é uma comuna da Suíça, localizada no Cantão de Berna, com 4.254 habitantes, de acordo com o censo de 2010 . Estende-se por uma área de 24,82 km², de densidade populacional de 171 hab/km². Confina com as seguintes comunas: Mont-Tramelan, Corgémont, Tavannes, Saicourt, Les Genevez, Montfaucon, Le Bémont, Saignelégier e La Chaux-des-Breuleux.
A língua oficial nesta comuna é o francês, uma vez que Tramelan está localizada na parte do cantão denominada Jura Bernense (Jura Bernois), que é a sua porção francófona.

## Idiomas
De acordo com o censo de 2000, a maioria da população fala francês (86,3%), sendo o alemão a segunda língua mais comum, com 8,2%, e, em terceiro lugar, o italiano, com 2,0%.